# Friedrich Munde
Friedrich Munde (* 17. März 1896; † nach 1945) war ein deutscher Politiker (NSDAP) und Jurist.

## Leben
Munde lebte als Rechtsanwalt im sächsischen Pürsten bei Neukieritzsch. Seine Kanzlei befand sich am Bahnhof Kieritzsch. 
Er trat zum 1. Oktober 1930 der NSDAP bei (Mitgliedsnummer 329.681), die ihn später zum Kreisleiter von Borna ernannte. Nach der „Machtergreifung“ der Nationalsozialisten wurde er Frühjahr 1933 in den Sächsischen Landtag berufen, wo er im Mai zu einem der Schriftführer des Landtages gewählt wurde. Bereits im Oktober 1933 löste sich der Landtag auf. Als Erster Bürgermeister von Borna regte er 1933 den Bau der Thingstätte Borna an.
Im April 1935 ernannte ihn Martin Mutschmann in Ausführung der Deutschen Gemeindeordnung zum Beauftragten der NSDAP für den Kreis Borna mit Ausnahme der Stadt Borna.
1938 gehörte er zu den Hauptorganisatoren der 800-Jahr-Feier von Borna. 1939 war er als Bürgermeister von Borna auch Mitglied des Deutschen Forstvereins.
Kurz bevor Borna im April 1945 von den Amerikanern besetzt wurde, floh Friedrich Munde aus der Stadt. Danach verliert sich seine Spur.